# Surinam na Letnich Igrzyskach Olimpijskich 2000
Surinam na Letnich Igrzyskach Olimpijskich 2000 występował po raz dziewiąty w tego typu imprezie. Podczas tych igrzysk kraj ten reprezentowało czworo sportowców w dwóch dyscyplinach.

## Reprezentanci

### Lekkoatletyka
Mężczyźni
- Guilermo Dongo
  - Bieg na 100 m - odpadł w eliminacjach

Kobiety
- Letitia Vriesde
  - Bieg na 800 m - odpadła w eliminacjach

### Pływanie
Mężczyźni
- Mike Fung A Wing
  - 100 m stylem grzbietowym - odpadł w eliminacjach

Kobiety
- Carolyn Adel
  - 200 m stylem dowolnym - odpadła w eliminacjach
  - 400 m stylem dowolnym - odpadła w eliminacjach